# Driftteori
Driftteorin är en utbredd teori inom psykologin och motivationsteorin, som utgår från att människan har instinktoida behov, drifter, som delvis styr hennes handlingar. Dessa drifter hänger ihop med kroppsliga processer, som har med individuell och evolutionär överlevnad att göra. Driftteorins förgrundsfigur är Sigmund Freud.

## Laddning (kraft, spänning, excitation)
Freud iakttog att det bakom varje form av fysiskt såväl som psykiskt behov finns en kraftladdning som stimulerar till tillfredsställelse. Denna laddning delade han upp i två: retningen har en extern källa och driften (Ty. Treib, Eng. Drive1) har en intern källa. Driften eller retningen gör sig gällande för den psykiska apparaten som en laddning som söker sitt utlopp i tillfredsställelse, laddningen varseblivas för den psykiska apparaten som känslan av antingen lust eller olust (som ”behag” eller ”obehag” med vardagsspråk). Vid retningens eller driftens tillfredsställelse urladdas laddningen och inviger känslan av lust. Driftens eller retningens laddning bör förstås både kvalitativt och kvantitativt; kvalitativt då laddningen eftersöker en särskild tillfredsställelse, och kvantitativt då laddningen kan orsaka mer eller mindre lust eller olust. Förhållandet mellan laddningen och tillfredsställelsen regleras bland annat av lustprincipen och realitetsprincipen .
Retningens källa är extern för den psykiska apparaten; om en t.ex bränner sig på en låga, så uppenbarar sig laddningen som en extern retning. Driftens källa är intern för den psykiska apparaten; om en t.ex känner att en vill leka, så uppenbarar sig laddningen som en intern retning. För att särskilda externa och interna laddningar tillämpade Freud flyktmöjligheten som avgörande: de laddningar som kan tillfredsställas med flykt är retningar, medan de som inte en inte kan undfly är drifter.
I förbifarten anmärker Freud att överjaget kan introducera nya behov, men att dessa begreppsmässigt inte är att betrakta som drifter. Drifter, menar han, har endast detet som källa.

## Drift
Drifterna uppenbarar sig för jaget (antingen medvetet eller omedvetet) som laddningar vars härkomst är inifrån den psykiska apparaten. Denna drifternas källa lokaliserar Freud till detet. Det är detet som utsänder drifterna som i sin tur kommer till jaget, där jaget får möjlighet att omvandla driften till en handling med syfte att nå tillfredsställelse (urladdning).

## Drifternas fyra begrepp

### Driftens tryck
Med tryck avser Freud driftens kvantitativa aspekt, alltså mängden laddning och hur mycket eller lite lust eller olust driften verkar med. Det är definierande för driften att den har ett tryck. Om det inte finns ett tryck, så finns det ingen närvarande drift. Detta är en tautologi eftersom trycket är driftens essentiella uppenbarelseform.

### Driftens källa
Att driften genom sitt tryck existerar, implicerar att den kommer ifrån en källa. Freud sluter sig till att drifternas källa är somatisk, t.ex hänförd till ett organ, och att driften går från det somatiska till det själsliga via i detet (som till sin natur är omedvetet). Detet fungerar här som länken mellan organens retningar och jagets handlingskraft.

### Driftens mål
Freud menar att driftens mål är tillfredsställelse, alltså urladdning av driftens tryck. Det går att säga att driftens mål är driftens kvalitativa aspekt. Vidare menar han att verklig tillfredsställelse bara kan uppnås vid driftens källa. Vägen till tillfredsställelse kan dock nås på många sätt, via olika delmål. Tillfredsställelsen styrs framförallt av detets oinskränkta lustprincip. Driftens mål kan bytas ut, och då kallas det förskjutning. Det kan också hända att drifterna inte tillfredsställs, utan istället avleds. Då kan driftens tryck sjunka, men inte upphävas. Vissa drifter kan inte tillfredsställas varaktigt, vilket blir en av faktorerna till att Freud konceptualiserar dödsdriften.

### Driftens objekt
För att tillfredsställa driften krävs det någonting – och detta tillfredsställande någonting är driftens objekt. En kan säga att objektet är driftmålets materiella aspekt. Objektet medierar tillfredsställandet och objektet kan variera i stor utsträckning, och ibland bytas ut mot likvärdiga eller skenbart likvärdiga objekt. Om ett objekt tillfredsställer flera drifter kallas det driftsammanflätning. Om det finns en särskilt stark association mellan driften och dess objektet så kallas det att driften är fixerad.

## Urdrifter och partialdrifter
Freud reviderade många gånger sin driftteori. I slutet av sit liv menade han det endast fanns två huvudsakliga urdrifter: livsdriften (Eros) och dödsdriften (Thanatos). Partialdrifter uppstår som derivat av dessa två; exempelvis ska självbevarelsedriften/jagfunktionerna uppstå ur livsdriften och aggressionsdriften ur dödsdriften. Drifterna förfogar över en kraft som de verkar genom, där livsdriftens kraft kallas libido och dödsdriftens dito ofta destrudo eller mortido.